# Mario Del Treppo
Mario Del Treppo (Pola, 29 marzo 1929 – Napoli, 7 agosto 2024) è stato uno storico italiano, specializzato in storia del Medioevo.

## Biografia
Compiuti gli studi superiori, conseguì la laurea in Lettere all'Università «Federico II» di Napoli nel 1952, avendo per relatore di tesi Ernesto Pontieri. Dal 1968 insegnò storia medievale nella stessa università partenopea, dove divenne infine professore emerito. Nel 1981, per circa un anno e mezzo, insegnò anche nell'Università di Roma Tor Vergata. Fu socio nazionale dell'accademia dei Lincei, della Società di scienze, lettere e arti di Napoli, nonché dell'Accademia pontaniana del capoluogo campano.
Focalizzò i suoi studi in prevalenza sugli aspetti economici della storia del Mezzogiorno d'Italia nel periodo aragonese e sulle connessioni politico-economiche nell'area mediterranea. Nel suo metodo d'indagine si avvalse spesso di «fonti documentarie inusuali» e rivendicò la completa indipendenza della ricerca dalla politica del presente e dagli obblighi imposti dalla divulgazione. Oltre ai saggi in volume elencati nella successiva sezione "Opere", rappresentanti il frutto di un intenso lavoro di ricerca storica, espresse i suoi contributi anche sotto forma di articoli, recensioni e voci enciclopediche per il Dizionario biografico degli Italiani. Alcuni di questi profili studiati furono di personaggi che alla corte angioina ebbero posizioni di rilievo, soprattutto ma non solo in ambito economico.
Mario Del Treppo morì a Napoli il 7 agosto 2024, dopo una lunga malattia, all'età di 95 anni.

## Opere
- Longobardi, Franchi e Papato in due secoli di storia vulturnese, in «Archivio storico per le province napoletane», XXXIV, 1953-54, pp. 1–25.
- La vita economica e sociale in una grande abbazia del Mezzogiorno: San Vincenzo al Volturno nell'alto Medioevo, in «Archivio storico per le province napoletane», XXXXV, 1955, pp. 1–82.
- L'espansione catalano-aragonese nel Mediterraneo, in Nuove questioni di storia medioevale, Milano, Marzorati, 1964, pp. 259–300.
- I mercanti catalani e l'espansione della Corona aragonese nel secolo XV, Napoli, L'Arte tipografica, 1967.
- I mercanti catalani e l'espansione della Corona d'Aragona nel secolo XV, Napoli, L'Arte tipografica, 1972 (versione ampliata).
- Amalfi medioevale (in collaborazione con Alfonso Leone), Napoli, Giannini, 1977.
- Il re e il banchiere. Strumenti e processi di razionalizzazione dello stato aragonese di Napoli, in Spazio, società, potere nell'Italia dei Comuni, a cura di G. Rossetti, Napoli, 1986, pp. 228–304.
- Tra miti e ricerca storica, in Nel segno di Federico II, a cura di Mario del Treppo, Napoli, 1989, pp. 11–28.
- Federico II e il Mediterraneo, in «Studi storici», XXXVII, 2, 1996, pp. 373–390.
- Ricordo di Ernesto Pontieri, in «Rassegna storica salernitana», XXII, 2004, pp. 215–231.
- Storiografia del Mezzogiorno, Napoli, Guida, 2007.

Per una rassegna esaustiva degli scritti di Mario Del Treppo, si veda la sua Bibliografia, nella rivista «RM - Reti medievali».